# Rebekah Dawson
Rebekah Ilene Dawson é uma astrofísica estadunidense.

## Carreira
Rebekah Dawson recebeu um B.A. em astrofísica em 2009 no Wellesley College. Foi então para a Universidade Harvard, onde obteve um A.M. em astronomia em 2011 e um Ph.D. em astronomia em 2013, orientada por Ruth Murray-Clay.
Em janeiro de 2016 começou a trabalhar como professora assistente de astronomia na Universidade Estadual da Pensilvânia.

## Prêmios
Recebeu o Prêmio Annie J. Cannon de Astronomia de 2017.